# Stadion Giuseppego Meazzy
Stadio Giuseppe Meazza (również San Siro) – stadion piłkarski w Mediolanie, na którym mecze rozgrywa A.C. Milan oraz Inter Mediolan. 

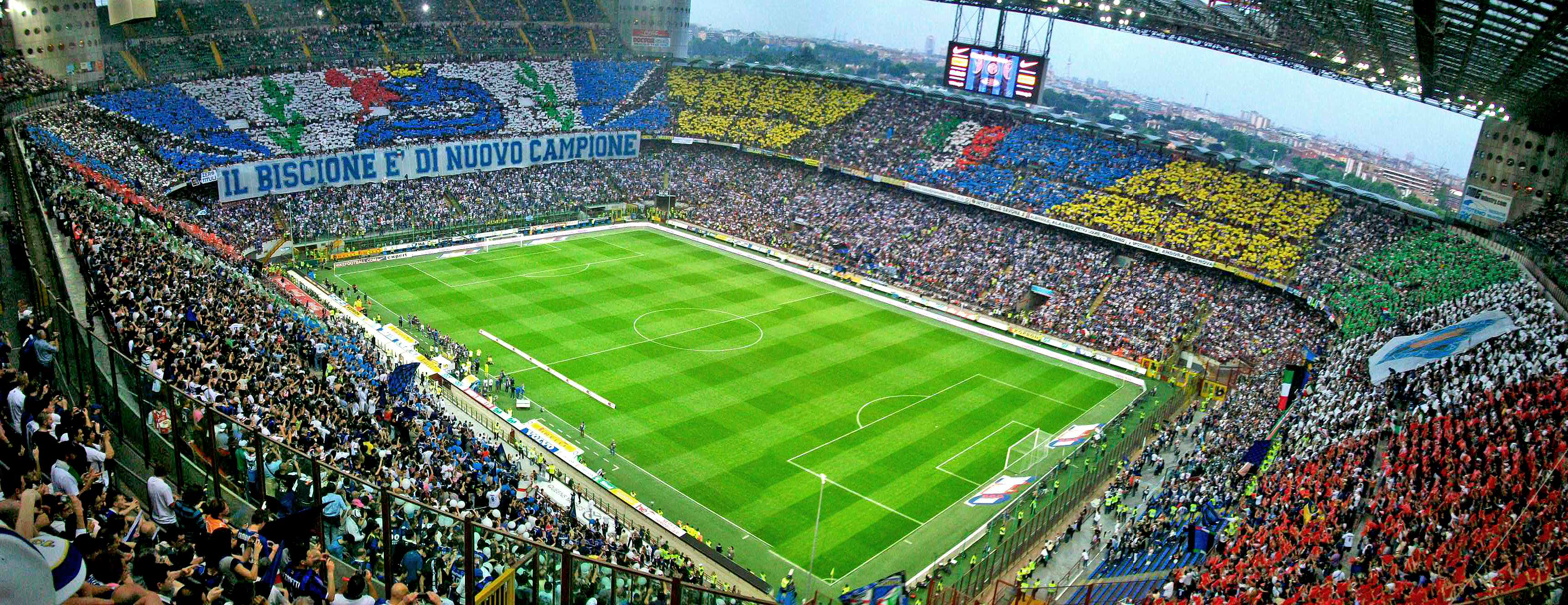
Boisko na San Siro

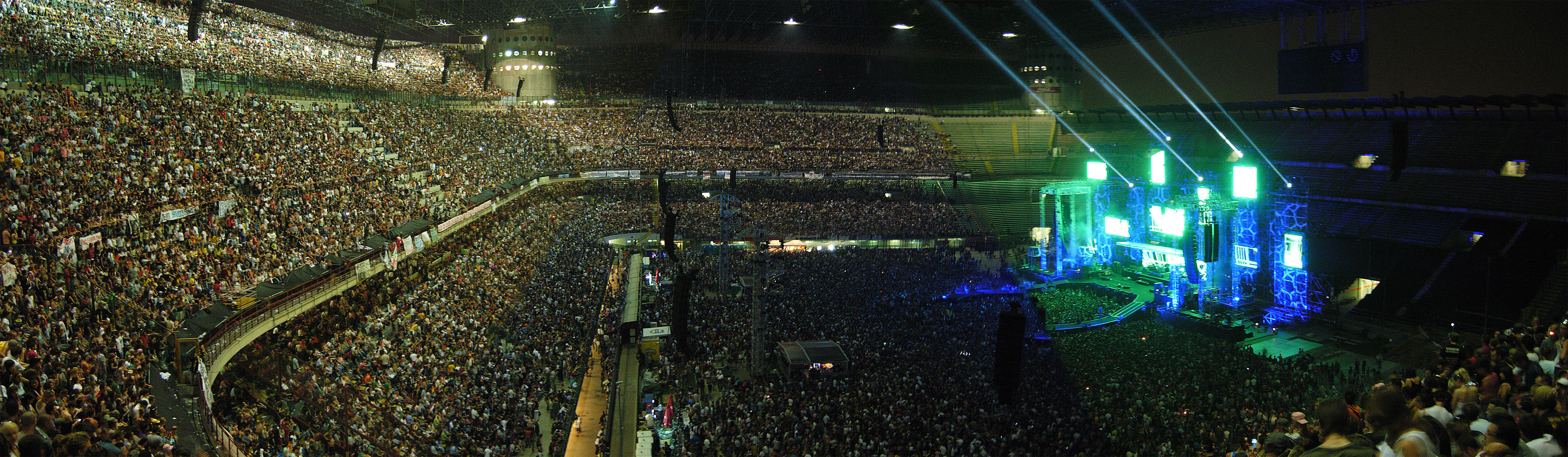
Panorama stadionu podczas koncertu Vasco Rossi

## Opis
Budowa stadionu została rozpoczęta w 1925 w mediolańskiej dzielnicy San Siro, stąd też jego nazwa. Pomysł jego budowy był dziełem ówczesnego prezydenta A.C. Milan, Piero Pirellego. Stadion został zaprojektowany z myślą wyłącznie o piłce nożnej – nie ma bieżni lekkoatletycznej. Inauguracja odbyła się 19 września 1926. Wówczas 35 000 widzów obejrzało zwycięstwo Interu nad Milanem 6:3. Przez pierwsze lata stadion był własnością Milanu i tylko Milan rozgrywał na nim domowe mecze. W 1935 obiekt został kupiony przez miasto, co pozwoliło na jego renowację. W 1947 zdecydowano, że mecze na San Siro będą rozgrywać zarówno Milan, jak i Inter.
Stadion nosi imię gracza Interu (w późniejszych latach także Milanu) Giuseppego Meazzy, mistrza świata z 1934 i 1938 roku, lecz najczęściej używana jest jego stara nazwa tj. San Siro. Obiekt jest jednym z największych stadionów na świecie i może pomieścić ok. 85 tysięcy kibiców. Tradycyjny sektor kibiców A.C. Milan to „Curva Sud” (Zakole Południowe), a kibiców Interu to „Curva Nord” (Zakole Północne).
San Siro jest jednym z 27 europejskich stadionów ocenionych na 5 gwiazdek przez UEFA (5 na 5, najwyższa klasa).

## Renowacje i wydarzenia
- 1939: Powiększone trybuny i dodane miejsca w narożnikach. 55 000 widzów obejrzało mecz reprezentacji Włoch i Anglii (2:2).
- 1940: 65 000 widzów na meczu Włochy – Niemcy.
- 1956: Znów przebudowa i powiększona pojemność stadionu – San Siro może pomieścić nawet 150 000 widzów. Otwarcie 25 kwietnia, w obecności 125 000 widzów Włosi pokonali Brazylię 3:0 (Bramki: Virgili 2, De Sordi).
- 1980: Nadanie stadionowi oficjalnego imienia Giuseppe Meazzy.
- 1985: Po tragedii na Heysel pojemność stadionu zredukowana do 90 000.
- 1987: Renowacja stadionu przed mistrzostwami świata 1990. Miasto przekazuje kwotę 30 milionów dolarów, jednak całkowity koszt okazał się dwukrotnie wyższy. Projektanci Ragazzi, Hoffner i Salvi nadają San Siro obecne cechy charakterystyczne – m.in. 11 betonowych kolumn o wysokości 50 metrów. Dach stadionu zostaje umieszczony na wysokości 60 metrów.
- 1990: Pojemność stadionu – 88 500 miejsc.
- 2002: 400 miejsc dla dziennikarzy.
- 2003: Pojemność stadionu – 85 700 miejsc.
- 2011: 80 018 widzów na derbowym spotkaniu Milanu z Interem.
- 2012: Wymiana murawy z całkowicie trawiastej na nawierzchnię naturalną z domieszką sztucznej murawy.
- Do 2031: Obok istniejącego stadionu, przed Mistrzostwami Europy w Piłce Nożnej UEFA Euro 2032, które odbędą się we Włoszech i Turcji, kosztem 1,25-1,5 mld euro (od ponad 5 mld do ponad 6 mld zł) ma powstać nowy, na ok. 71,5 tys. widzów. Alternatywnym scenariuszem jest forsowana przez władze miasta gruntowna przebudowa obecnego obiektu, której sprzeciwiają się zarządy zarówno Interu, jak A.C. Milanu.

## Historyczne mecze

### Mistrzostwa świata
MŚ 1934
- 27 maja, Szwajcaria – Holandia 3:2 (2:1) (1 runda)
- 31 maja, Niemcy – Szwecja 2:1 (0:0) (ćwierćfinał)
- 3 czerwca, Włochy – Austria 1:0 (1:0) (półfinał)

MŚ 1990
- 8 czerwca, Argentyna – Kamerun 0:1 (0:0) (1 runda, mecz otwarcia)
- 10 czerwca, RFN – Jugosławia 4:1 (2:0) (1 runda)
- 15 czerwca, RFN – ZEA 5:1 (2:0) (1 runda)
- 19 czerwca, Kolumbia – RFN 1:1 (0:0) (1 runda)
- 24 czerwca, RFN – Holandia 2:1 (0:0) (1/8 finału)
- 1 lipca, RFN – Czechosłowacja 1:0 (1:0) (ćwierćfinał)

### Finały pucharów
Puchar Europy
- 27 maja 1965, Inter Mediolan – SL Benfica 1:0
- 6 maja 1970, Feyenoord – Celtic F.C. 2:1
- 23 maja 2001, Bayern Monachium – Valencia CF 1:1 k. 5:4
- 28 maja 2016, Real Madryt – Atlético Madryt 1:1 k. 5:3

Puchar UEFA
- 8 maja 1991, Inter Mediolan – AS Roma 2:0 (finał Pucharu UEFA)
- 11 maja 1994, Inter Mediolan – Casino Salzburg 1:0' (finał Pucharu UEFA)
- 17 maja 1995, Juventus F.C. – AC Parma 1:1 (finał Pucharu UEFA)
- 21 maja 1997, Inter Mediolan – FC Schalke 04 1:0 k. 1:4 (finał Pucharu UEFA)

## Średnia widzów
Średnia widzów na stadionie w meczach Serie A z udziałem Milanu i Interu w wybranych sezonach:
| Sezon   | Mecze Milanu | Mecze Interu | Sukcesy klubów                                        |
| ------- | ------------ | ------------ | ----------------------------------------------------- |
| 1998/99 | 57 760       | 68 459       | Milan: mistrzostwo Włoch                              |
| 1999/00 | 58 522       | 66 546       | -                                                     |
| 2000/01 | 52 304       | 55 582       | -                                                     |
| 2001/02 | 58 616       | 62 434       | -                                                     |
| 2002/03 | 61 534       | 61 943       | Milan: Puchar Europy i Puchar Włoch                   |
| 2003/04 | 63 245       | 58 352       | Milan: mistrzostwo Włoch                              |
| 2004/05 | 63 595       | 57 295       | Inter: Puchar Włoch                                   |
| 2005/06 | 59 993       | 51 371       | Inter: mistrzostwo Włoch i Puchar Włoch               |
| 2006/07 | 47 117       | 48 284       | Milan: Puchar Europy, Inter: mistrzostwo Włoch        |
| 2007/08 | 56 642       | 51 211       | Milan: Superpuchar Europy, Inter: mistrzostwo Włoch   |
| 2008/09 | 59 731       | 55 345       | Inter:mistrzostwo Włoch                               |
| 2009/10 | 43 084       | 53 493       | Inter: mistrzostwo Włoch, Puchar Włoch, Puchar Europy |
| 2010/11 | 53 924       | 59 277       | Milan:mistrzostwo Włoch, Inter: Puchar Włoch          |
| 2011/12 | 49 020       | 44 806       | -                                                     |
| 2012/13 | 43 651       | 46 551       | -                                                     |
| 2013/14 | 39 874       | 46 246       | -                                                     |
| 2014/15 | 36 661       | 37 720       | -                                                     |
| 2015/16 | 37 861       | 45 538       | Milan:Superpuchar Włoch                               |
| 2016/17 | 40 326       | 46 622       | -                                                     |
| 2017/18 | 52 690       | 57 529       | -                                                     |
| 2018/19 | 54 667       | 58 789       | -                                                     |
| 2019/20 | 53 957       | 65 800       | -                                                     |
| 2022/23 | 71 828       | 72 630       | Inter: Puchar Włoch, Superpuchar Włoch                |